# HK Midt Arena
HK Midt Arena er i SG Huset og benyttes af basketballklubben, Svendborg Rabbits, og Svendborg Håndboldklub.
55°03′24″N 10°34′36″Ø / 55.0568°N 10.5768°Ø